# Frits Schalij
Frits Schalij (Weesp, 14 augustus 1957) is een Nederlands oud-langebaanschaatser. Hij was allrounder.

## Biografie
Schalij schaatste in de tijd van Hilbert van der Duim, Yep Kramer en Hein Vergeer. Hij debuteerde in 1976 op een NK junioren met een derde plaats.  Als 22-jarige debuteerde hij bij de senioren met een zesde plaats. Twee jaar eerder was Schalij opgenomen in Jong Oranje waarna hij in de kernploeg kwam onder leiding van Egbert van 't Oever en later Henk Gemser. Hij deed negen maal mee aan de NK Allround maar won nooit: wel won hij viermaal brons en tweemaal zilver. Ook op de Europese Kampioenschappen stond er altijd een andere schaatser op de hoogste trede van het podium: in 1984 waren dat Van der Duim en de Noor Rolf Falk-Larssen en in 1985 was dat Hein Vergeer. In 1983 was hij het dichtst bij een Europese titel. Na de eerste dag staat hij tweede in het klassement, maar het slechte weer een dag later maakte een einde aan zijn titelaspiraties.
De Olympische Winterspelen van Sarajevo verliepen voor Schalij zoals voor de hele Nederlandse Olympische ploeg: teleurstellend. Hij werd tiende en zeventiende op resp. de 1500 en de 5000 meter.

## Resultaten
| Jaar | NK Allround | EK Allround | WK Allround | Olympische Spelen       |
| ---- | ----------- | ----------- | ----------- | ----------------------- |
| 1978 | 13e         |             |             |                         |
| 1979 | 6e          |             |             |                         |
| 1980 | 7e          | -           | NC17        |                         |
| 1981 | Brons       | 5e          | 8e          |                         |
| 1982 | Zilver      | 5e          | 4e          |                         |
| 1983 | Brons       | 5e          | 11e         |                         |
| 1984 | Zilver      | Brons       | -           | 17e (5000m) 10e (1500m) |
| 1985 | Brons       | Zilver      | 4e          |                         |
| 1986 | Brons       | 11e         | 11e         |                         |

## Persoonlijke records
| Afstand      | Tijd     | Datum            | Baan   |
| ------------ | -------- | ---------------- | ------ |
| 500 meter    | 38,83    | 14 januari 1984  | Davos  |
| 1000 meter   | 1.16,69  | 9 februari 1985  | Inzell |
| 1500 meter   | 1.56,42  | 2 januari 1982   | Inzell |
| 3000 meter   | 4.08,33  | 26 februari 1981 | Inzell |
| 5000 meter   | 7.04,73  | 15 februari 1986 | Inzell |
| 10.000 meter | 14.36,23 | 16 februari 1986 | Inzell |

1. ↑  Schaatsverhalen: Het barre buiten-EK van '83. Gearchiveerd op 6 maart 2016. Geraadpleegd op 1 maart 2016.